# Línea 83 de Sagalés

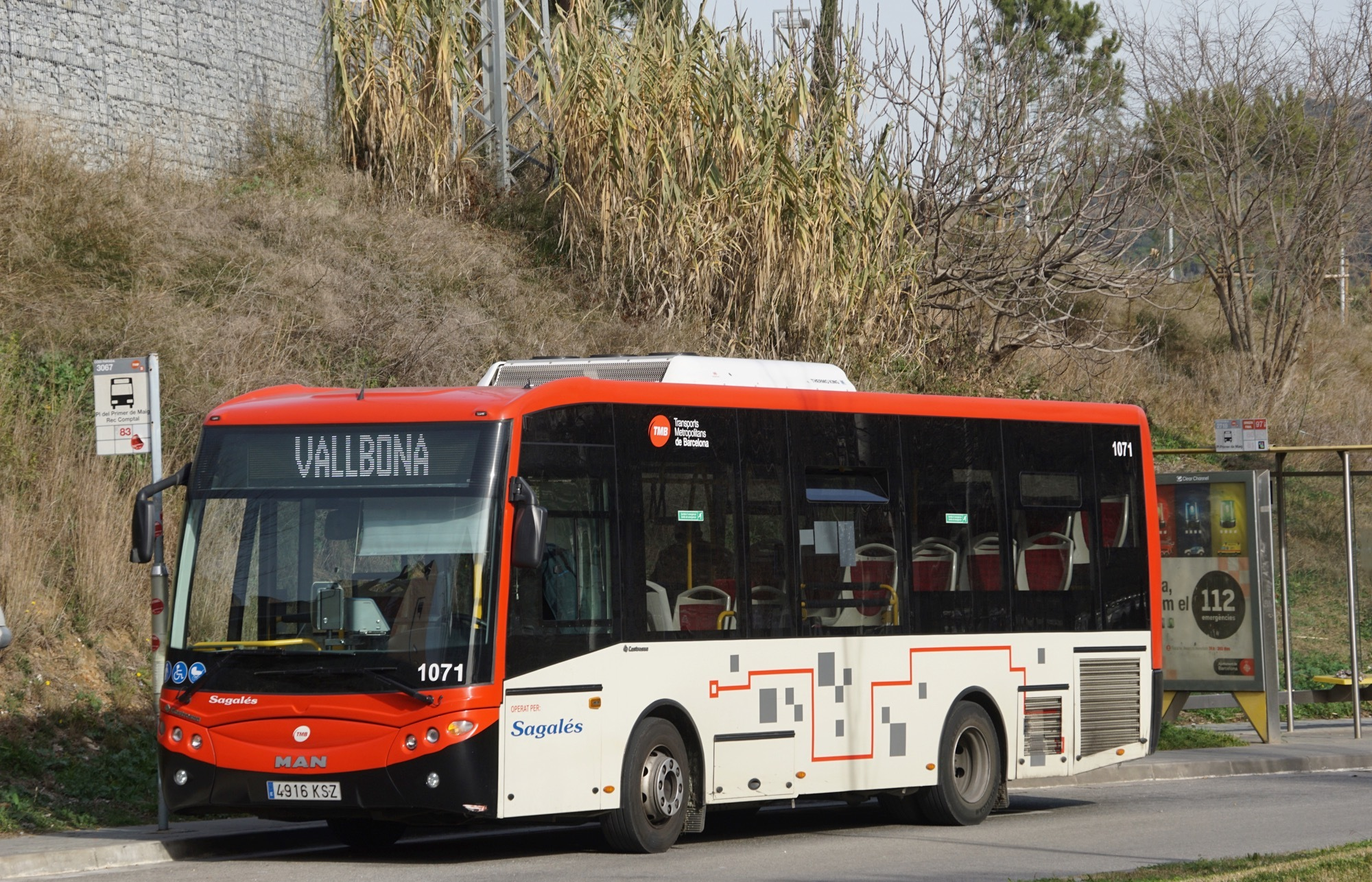
83 en el final del Bº de Vallbona, enero 2021

La línea 83 es una línea regular de autobús urbano de la ciudad de Barcelona, gestionada por la empresa Sagalés bajo la marca de Bus Nou Barris. Hace su recorrido entre la Ciutat Meridiana y Vallbona por Torre Baró, con una frecuencia de 30 minutos. Sustituye a la antigua línea 159 operada por Transportes Metropolitanos de Barcelona. El 14 de junio de 2021 desapareció, siendo sustiuida por la línea 183 de TMB.

## Recorrido
- De Vallbona a Torre Baró por: Vallcivera, Pl Roja, Av de Vallbona, CAP Ciutat Meridiana, Av Escolapi Cancer, Casal del Barrio Torre Baró, Masqueña, St. Quirze de Safaja, Castellfollit, Torre Baró, Bellprat, Sant Feliu de Codines, Oris, Vilatorta, CEIP Elisenda de Montcada, Metro Torre Baró, Estació RENFE.

- De Torre Baró a Ciutat Meridiana por: Pl. Roja, Av. Rasos de Peguera, Mercat Ciutat Meridiana, Les Agudes, Costabona, Pedrafosca, Mercat Mare de Déu de Núria, Perafita, Complex Esportiu de Can Cuiàs, Centre Esportiu Ciutat Meridiana, Ciutat Meridiana, Vallcivera, Av. de Vallbona, CAP Ciutat Meridiana, Metro Torre Baró, Vallbona.

- De Ciutat Meridiana a Vallbona por: Camp de Fútbol Vallbona, Pl. del Primer de Maig, Rec Comtal, Castelladral, Oristià, Centre d'Activitats de Vallbona, CEIP Ciutat Comtal, Av. Sivatte, Carretera Nacional 152, Av. Puig de Jorba, Pg. de la Pineda, Artés, Av. Rasos de Peguera, Costabona, Ciutat Meridiana, Vallcivera, Pl. Roja.

## Otros datos
| Prestación                   | Disponibilidad en la línea |
| ---------------------------- | -------------------------- |
| Adaptada a                   | Sí                         |
| TMB iBus (tiempo de espera ) | No                         |
| Pantallas informativas       | No                         |
| Línea de tránsito rápido     | No                         |
| Circula en días festivos     | Sí                         |